# Фред Зинеман
Фред Зинеман (на английски: Fred Zinnemann, произнасяно също Фред Цинеман) е американски кинорежисьор от австрийски произход, роден през 1907 година, починал през 1997 година. 
Със 7 номинации за награда „Оскар“ за най-добър режисьор, печелейки 2 от тях, Зинеман е сред най-титулуваните режисьори на западната кинематография през 1950-те, 1960-те и 1970-те години. Автор е на такива класически произведения като: „Точно по пладне“ (1952) с Гари Купър и Грейс Кели, „Оттук до вечността“ (1953) с Бърт Ланкастър, Монтгомъри Клифт и Франк Синатра, „Историята на една монахиня“ (1959) с Одри Хепбърн и Питър Финч, „Скитниците“ (1960) с Робърт Мичъм и Питър Устинов, „Човек на всички времена“ (1966) с Пол Скофийлд и Орсън Уелс, „Денят на Чакала“ (1973) с Едуард Фокс и Майкъл Лонсдейл, „Джулия“ (1977) с Джейн Фонда и Джейсън Робардс. Печели награда „Оскар“ и за документалния си филм „Бенджи“ (1951). Удостояван е с призовете „Златен глобус“ и БАФТА, както и със специална награда от филмовия фестивал в Кан.

## Биография

### Младост
Фред Зинеман е роден на 29 април 1907 г. в австрийската столица Виена, по това време в Австро-Унгария. Родителите му Ана и Оскар Зинеман са от еврейски произход. Баща му е лекар. Израствайки в Австрия, Зинеман мечтае за кариера на класически музикант, но започва да учи право във Виенския университет. Докато е студент, той е запленен от новопоявилото се изкуство на киното, вследствие на което изоставя правото и се подготвя за кинооператор. За кратко е въвлечен в европейски филмови продукции, преди да се отправи към Америка, за да учи и отдаде изцяло на киното.
Първият му игрален филм, където е сърежисьор, е „Вълната“ (1936), сниман в Мексико с предимно непрофесионални изпълнители, избрани измежду местното население. Големия пробив Зинеман прави през 1944 г. с филма си „Седмият кръст“, където в главната роля блести голямата звезда на Холивуд от онези години – Спенсър Трейси.

## Филмография

### Частична режисьорска филмография
| Година | Филм                       | Оригинално заглавие   | Бележки              |
| ------ | -------------------------- | --------------------- | -------------------- |
| 1944   | Седмият кръст              | The Seventh Cross     |                      |
| 1948   | Търсенето                  | The Search            | номинация за „Оскар“ |
| 1950   | Мъжете                     | The Men               |                      |
| 1951   | Тереза                     | Teresa                |                      |
| 1952   | Точно по пладне            | High Noon             | номинация за „Оскар“ |
| 1953   | Оттук до вечността         | From Here to Eternity | награда „Оскар“      |
| 1955   | Оклахома!                  | Oklahoma!             |                      |
| 1959   | Историята на една монахиня | The Nun's Story       | номинация за „Оскар“ |
| 1960   | Скитниците                 | The Sundowners        | номинация за „Оскар“ |
| 1966   | Човек на всички времена    | A Man For All Seasons | награда „Оскар“      |
| 1973   | Денят на Чакала            | The Day of the Jackal |                      |
| 1977   | Джулия                     | Julia                 | номинация за „Оскар“ |